# Schizocosa rovneri
Schizocosa rovneri este o specie de păianjeni din genul Schizocosa, familia Lycosidae, descrisă de Uetz și Dondale, 1979. Conform Catalogue of Life specia Schizocosa rovneri nu are subspecii cunoscute.